# Macierzanka tymianek
Macierzanka tymianek, tymianek właściwy, macierzanka zwyczajna (Thymus vulgaris L.) – gatunek rośliny należący do rodziny jasnotowatych. W naturze rośnie w zachodniej części basenu Morza Śródziemnego – od Hiszpanii, poprzez południową Francję po południowe Włochy, ale został szeroko rozprzestrzeniony i rośnie zdziczały także m.in. w Grecji i Turcji. Występuje w formacjach zwanych garig i tomillares, w miejscach suchych i skalistych, na podłożu zwykle wapiennym. Jest uprawiany w wielu regionach świata. Zawiera olejek tymiankowy o działaniu bakterio- i grzybostatycznym, wykorzystywany leczniczo. Ziele tymianku wykorzystywane jest jako przyprawa do potraw mięsnych i z roślin strączkowych, zup, sałatek, służy także do aromatyzowania napojów alkoholowych.

## Morfologia
PokrójW naturze roślina trwała – półkrzew (w dolnej części pędy drewnieją) dorastająca do 20–30 cm wysokości (w klimacie chłodniejszym roślina uprawiana jest jako roczna lub krótkowieczna bylina). Łodygi są bardzo silnie rozgałęzione, zwykle prosto wzniesione, czasem rozpostarte, czterokątne, gęsto owłosione (szaro filcowate), cała roślina ma kolor szarozielony.
LiścieZimozielone. Ulistnienie naprzeciwległe, krótkoogonkowe, górne prawie siedzące. Blaszka podługowatojajowata, eliptyczna do równowąskiej, długości do 1,2 cm i 0,5 cm szerokości; całobrzega, podwinięta z obu stron, gruczołkowato kropkowana, spodem białojedwabista.
KwiatyDrobne, krótkoszypułkowe, osadzone w nibyokółkach w kątach liści, na szczytach pędów skupionych w kuliste lub owalne główki, w dole przerywane. Kielich dzwonkowaty, dwuwargowy, pokryty sztywnymi włoskami, z 10–13 żyłkami. Korona dwuwargowa, z rurką krótszą od górnej wargi, biała do jasnofioletowej.
OwocRozłupnia rozpadająca się na cztery jajowate, nieco spłaszczone rozłupki.

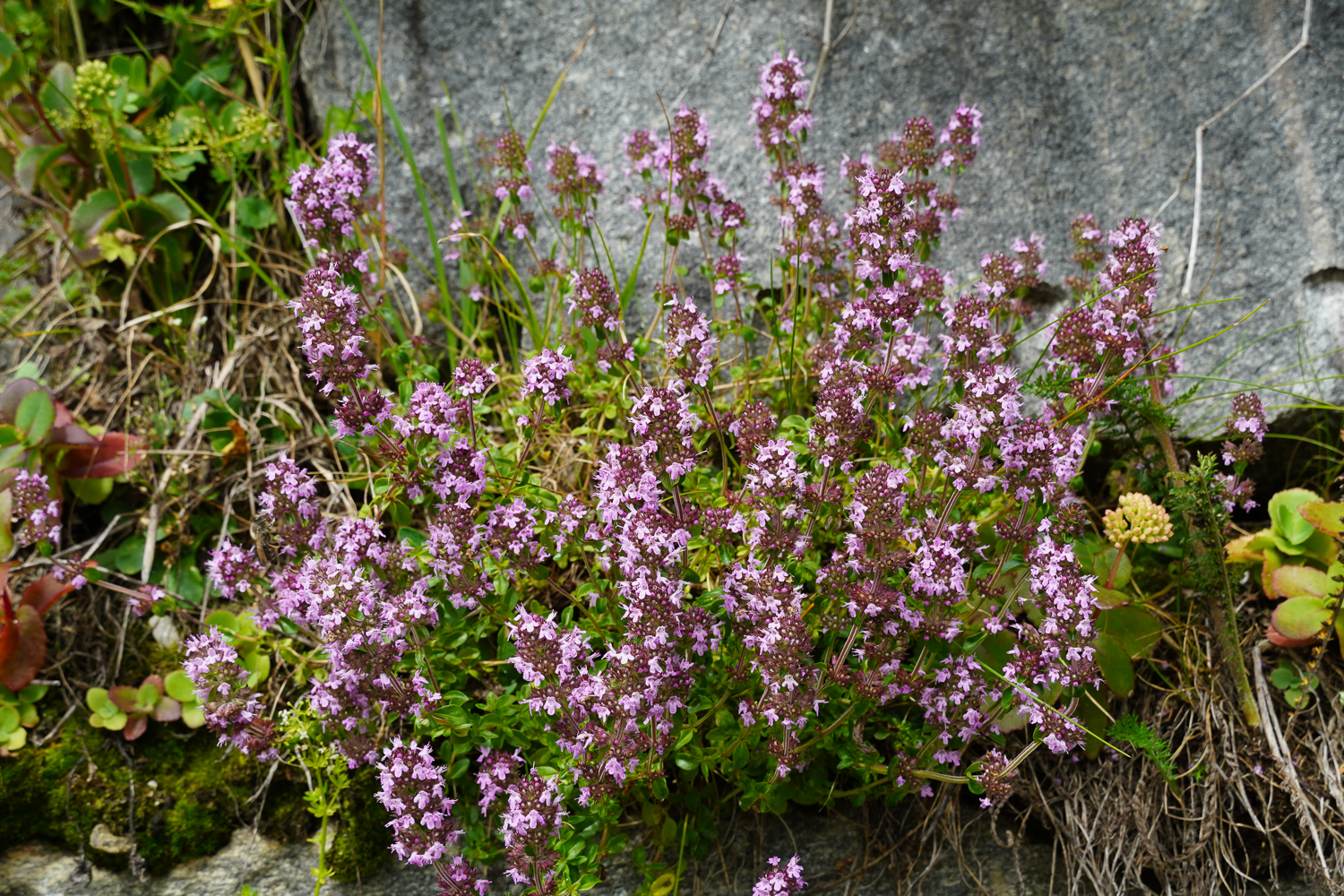
Pokrój
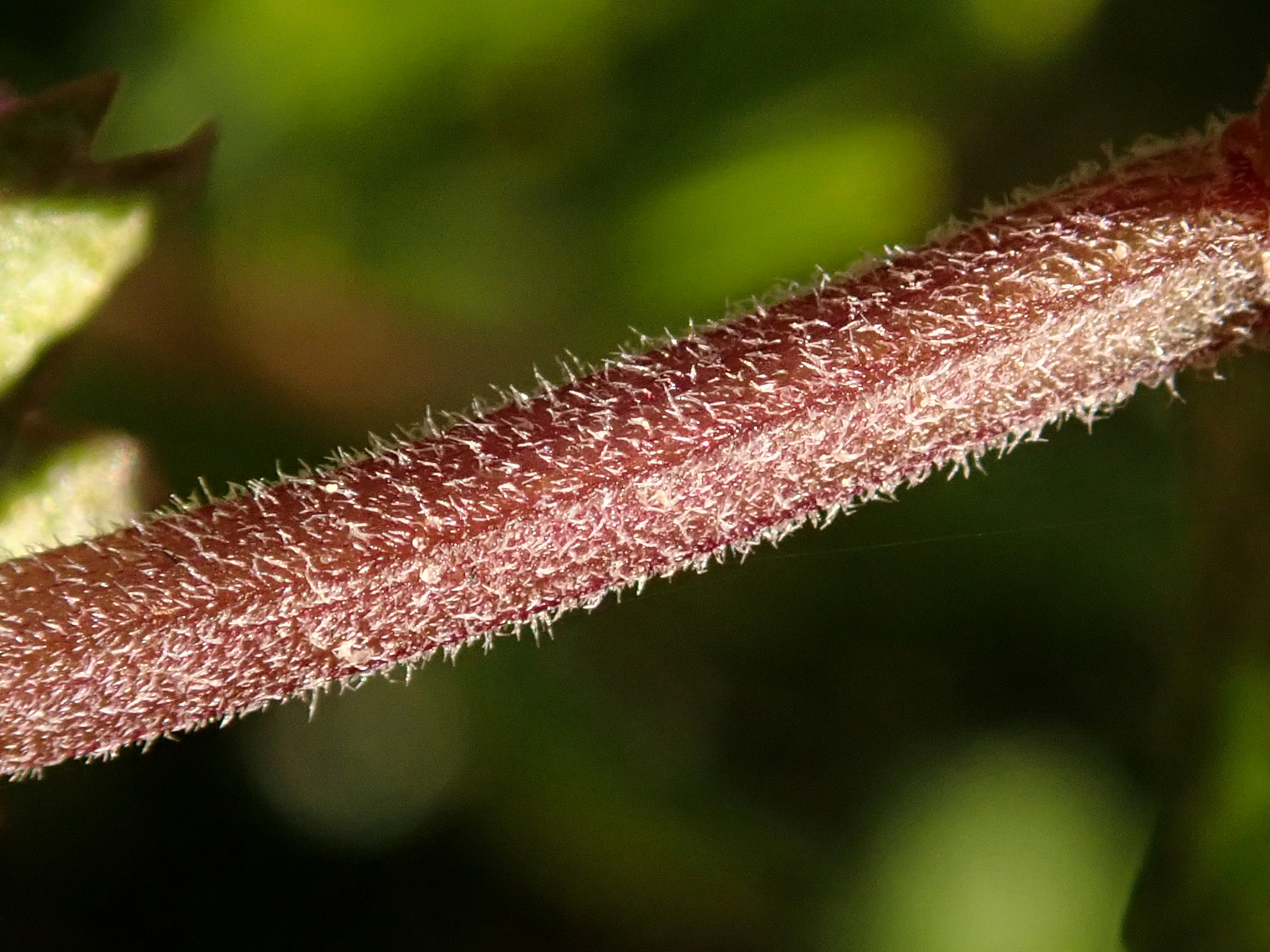
Owłosiona łodyga
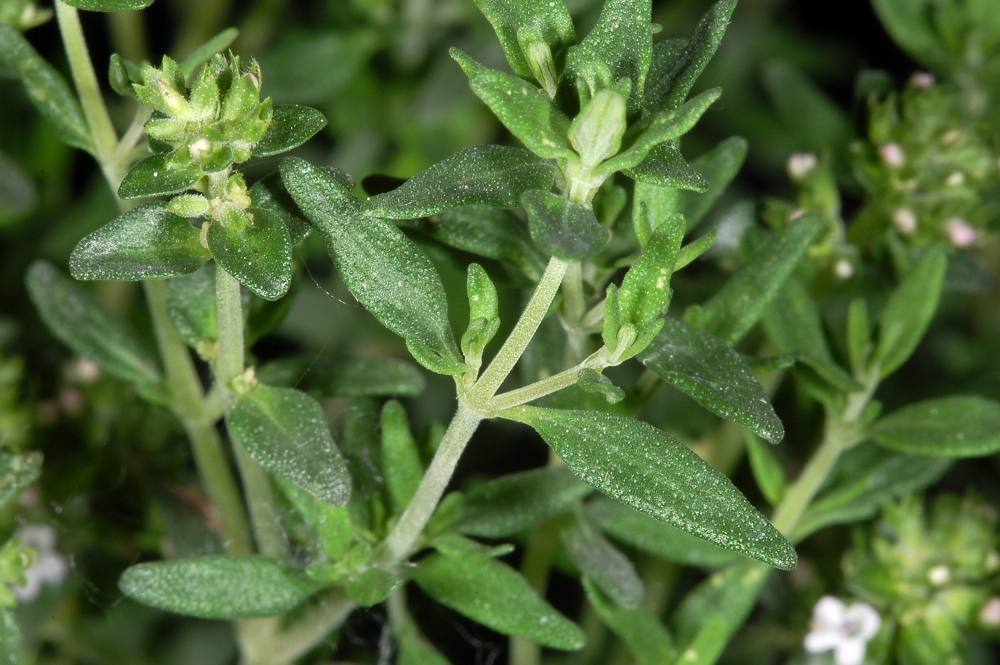
Liście
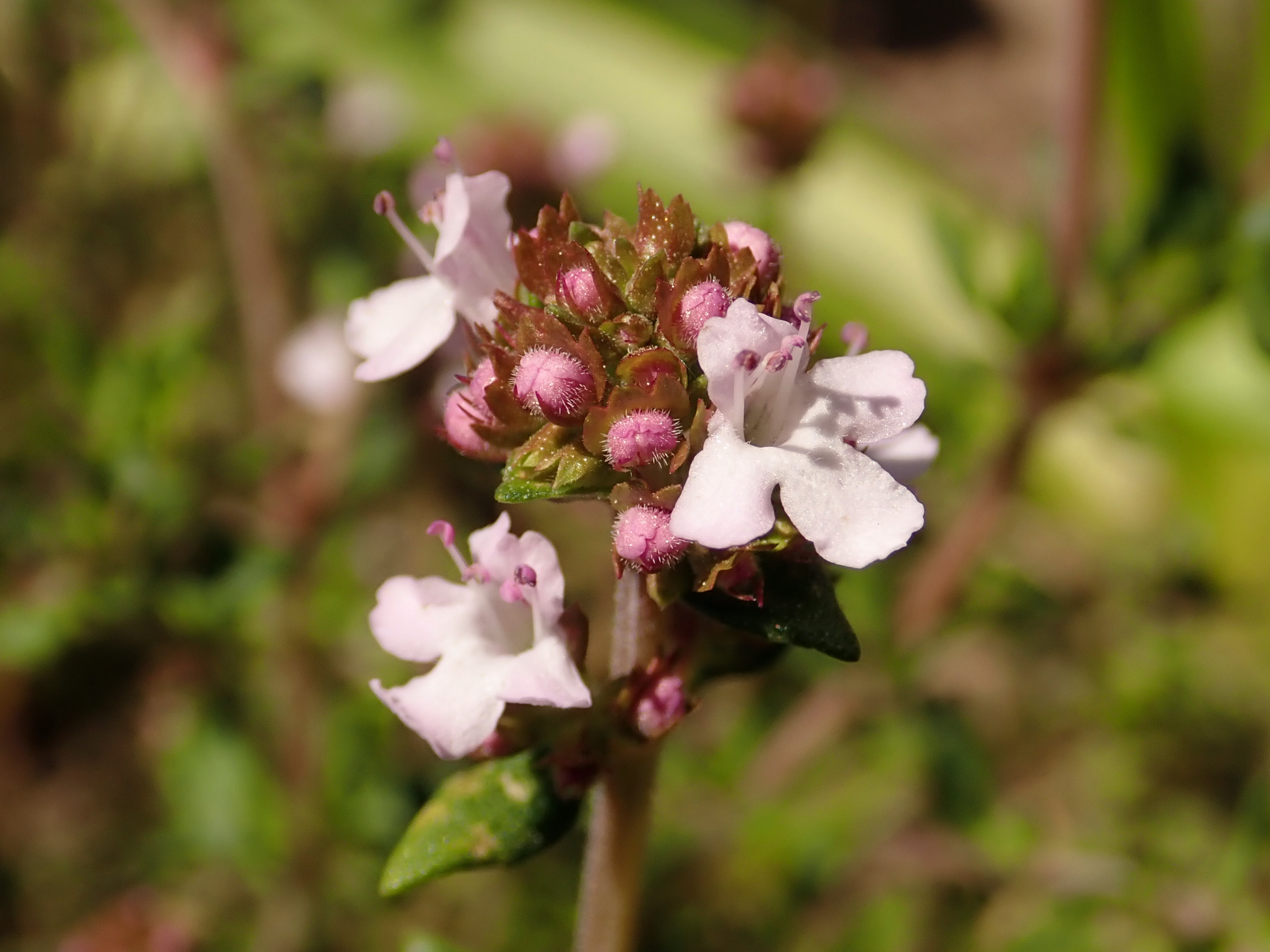
Kwiaty

## Biologia
Liczba chromosomów u podgatunku nominatywnego wynosi 2n=28, 30, zaś u podgatunku aestivus 2n=58, 60.

## Systematyka
Gatunek typowy rodzaju macierzanka Thymus. W obrębie rodzaju zaliczany do sekcji Thymus (jednej z 8 tradycyjnie wyróżnianych w rodzaju), a w jej obrębie do podsekcji Thymus (jednej z dwóch wyróżnianych w ramach sekcji), do której należy w sumie 9 gatunków.
W obrębie gatunku wyróżniane są dwa podgatunki:
- subsp. vulgaris – podgatunek nominatywny
- subsp. aestivus (Willk.) O. Bolos and A. Bolos – znany z Hiszpanii kontynentalnej i Balearów

W naturze tworzy mieszańce z Thymus funkii (T. ×lainzii Sanchez Gomez, Fernandez Jimenez and Saez in Sanchez Gomez & Fernandez Jimenez), Thymus hyemalis, Thymus lacaitae (T. ×armuniae R. Morales), Thymus leptophyllus (T. ×moralesii Mateo and M. B. Crespo in Mateo), Thymus loscosii (T. ×rubioi Font Quer), Thymus mastichina (T. ×eliasii Sennen and Pau in Sennen), Thymus mastigophorus (T. ×severianoi Uribe-Echebarria), Thymus membranaceus (T. ×guerrae Saez and Sanchez Gomez in Saez, Sanchez Gomez and Morales), Thymus moroderi (T. ×carrioni Saez and Sanchez Gomez in Saez, Sanchez Gomez and Morales), Thymus piperella (T. ×josephi-ungeli Mansanet and Aguilella), macierzanką zwyczajną Thymus pulegioides (T. ×carolipaui Mateo and M. B. Crespo in Mateo), Thymus serpylloides (T. ×aitanae Mateo), Thymus zygis (T. ×monrealensis Pau ex R. Morales).

## Zastosowanie
- Tymianek stosuje się jako aromatyczną przyprawę. Dodawany jest do potraw mięsnych – pieczeni, wędlin, drobiu i pasztetów, do potraw z roślin strączkowych, zup, sałatek i marynat. Wykorzystywany jest także do aromatyzowania napojów alkoholowych – wódek i ziołowych likierów (np. benedyktynki)[5].
- Roślina lecznicza. Olejek tymiankowy ma działanie bakterio- i grzybobójcze oraz wykrztuśne. Używa się go przy kaszlu, dolegliwościach gardła (kaszel, chrypka) do poprawiania apetytu, a także trawienia[10]. Zawarte w liściach substancje wykazują również działanie przeciwutleniające[11].
- Ze względu na swoje właściwości bakteriostatyczne olejek tymiankowy stosowany jest do przygotowania past do zębów, płukanek jamy ustnej i innych kosmetyków i preparatów do higieny osobistej[5].

## Uprawa
Gatunek uprawiany jest w wielu krajach, w tym zwłaszcza w niemal całej Europie i Ameryce Północnej. Uprawy sięgają na północy nawet do 70° szerokości geograficznej (Norwegia i Islandia). Tradycyjnie największymi ośrodkami produkcji tymianku pozostawały kraje południa Europy: Hiszpania, Portugalia, Francja, Włochy, Grecja, Bułgaria, ale też Niemcy. Na kontynencie północnoamerykańskim obszary koncentrują się w Kalifornii.